# Isaac Hirschland

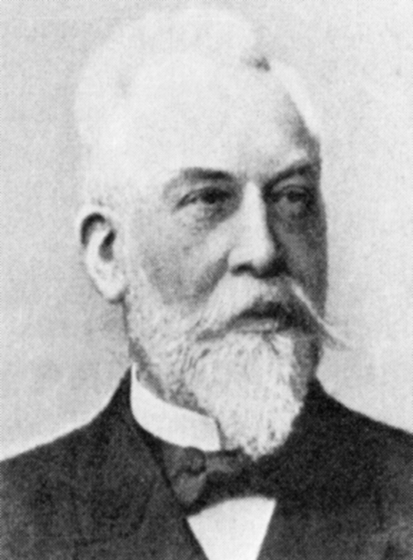
Isaac Hirschland

Isaac Hirschland (vollständiger Name: Isaac Simon Hirschland; * 20. Februar 1845 in Essen; † 3. April 1912 ebenda) war ein deutsch-jüdischer Bankier, Stadtverordneter der Stadt Essen und Kommerzienrat.

## Leben und Wirken
Als zweiter Sohn des Gründers der Simon Hirschland Bank, Simon Hirschland und seiner Ehefrau Marianne Isaac, erweiterte der Bankier Isaac Hirschland das Geschäft durch Beteiligungen am Bergbau. Nach kaufmännischer Ausbildung stieg er 1874 in das Bankgeschäft ein und übernahm es nach seines Vaters Tod im Jahr 1885. Seitdem führte er das Bankhaus zu seiner damals größten Bedeutung im Ruhrgebiet. Zu seinen wichtigsten Kunden zählten unter anderem die Mitglieder der Industriellenfamilie Krupp, der Industrielle Friedrich Grillo und der Unternehmer Mathias Stinnes.
Zudem setzte sich Hirschland als langjähriger Vorsitzender des Vorstandes der Synagogengemeinde für die Anstellung des promovierten und ersten Rabbiners der jüdischen Essener Gemeinde, Salomon Samuel, ein. Auf seine Initiative geht der Kauf des Grundstückes für den späteren Bau der Alten Synagoge zurück, deren Einweihung er nicht mehr miterlebte.
Zur Einweihung der Höheren Töchterschule 1896, dem heutigen Maria-Wächtler-Gymnasium, hielt Isaac Hirschland eine Rede. 1905 bekam Hirschland den Titel Kommerzienrat und erhielt 1909 den Roten Adlerorden 4. Klasse. Von 1892 bis zu seinem Tode war er Stadtverordneter der Stadt Essen.
Isaac Hirschland heiratete am 3. August 1874 in Köln Henriette Simon (1851–1935), die Tochter eines aus Lechenich stammenden Immobilienkaufmanns. Sie hatten zwei Töchter und vier Söhne. Die älteste Tochter Agathe heiratete den Juden Ernst Grünebaum aus Hamm, mit dem sie zwei Söhne hatte, die ebenfalls ins Bankgeschäft eintraten. Der 1880 erstgeborene Sohn Franz wanderte in die USA aus und war zunächst bei Bethlehem Steel tätig. Später ging er zur N.Y. Hanseatic Corp., was in der Zeit des Nationalsozialismus für die aus Deutschland flüchtende jüdische Familie Hirschland zu einem Rettungsanker wurde. Der 1882 geborene Sohn Kurt Martin trat mit seinem 1885 geborenen Bruder Georg ins väterliche Bankgeschäft ein, beide übernahmen es 1912 nach dem Tode ihres Vaters.
Isaac Hirschland wurde auf dem jüdischen Friedhof am Reckhammerweg beigesetzt.